# John Kirby (militaire)
Pour les articles homonymes, voir John Kirby.
John Kirby (né à St. Petersburg en 1963) est un contre-amiral de la Marine des États-Unis. Après sa retraite en juin 2015, il devient porte-parole du département de la Défense des États-Unis puis en mai 2022, il est nommé au Conseil de sécurité nationale, chargé de la communication stratégique.